# Wim Ruska
Willem "Wim" Ruska (født 29. august 1940, død 14. februar 2015) var en hollandsk judoka og verdensmester. Han er den eneste judoka nogensinde der vandt to guldmedaljer ved samme OL, da han både vandt den åbne vægtklasse og +93 kg-klassen ved Sommer-OL 1972.
Han startede med at lære judo i den hollandske flåde og rejste senere til Japan for yderligere træning. I 1960'erne og 70'erne blev han trænet af Jon Bluming.
Han vandt syv europamesterskaber fem i +93 kg-klassen (1966-67, 1969, 1971-1972) og to i den åbne vægtklasse (1969 og 1972).
Han vandt desuden to verdensmesterskaber i 1967 og 1972.
Han stoppede med at dyrke judo efter OL i 1972 og begyndte senere at dyrke wrestling.
I 2001 fik Ruska et større slagtilfælde, der efterlod ham fysisk handicappet. I 2013 blev han indlemmet i IJFs Hall of Fame.
Ruska kom på plejehjem i 2014. Han døde den 14. februar 2015 i en alder af 74 år og efterlod sig sin kone, to børn og fem børnebørn.